# Hôtel de la Pérate
L'hôtel de la Pérate est une maison située à Fontenay-le-Comte, en France.

## Localisation
La maison est située au 30 rue Gaston-Guillemet à Fontenay-le-Comte, dans le département français de la Vendée.

## Description
Seule la façade sur rue est en pierre de taille, le reste étant en moellon. La couverture était en tuile à l'origine ; actuellement le logis sur rue est couvert en ardoise, le logis arrière en tuile et la tourelle d'escalier, arasée, est en terrasse. Les deux niveaux de sous-sol sont voûtés. L'escalier menant aux étages est en vis, ceux donnant accès aux sous-sols sont droits.

## Historique
L'hôtel a été construit au XVIe siècle et fut l'habitation de ville des seigneurs du Pâtis, fief adjacent, situé sur les bords de la Vendée et relevant du château. Le nom de l'édifice est dû à Gérard de la Pérate qui doit également son nom à une famille de Parthenay. Il fut pourvu en 1207 de la charge de prévôt et de sénéchal héréditaire de la ville. 
Ultérieurement, l'hôtel est devenu la propriété des Vivonne ; puis le Pâtis fut saisi par le roi, au milieu XVe siècle et réuni au domaine royal. Au siècle suivant, l'hôtel devient la propriété de Félix de Chources, seigneur de Malicorne. En 1557, Jehan du Boulay l'achète et le fait reconstruire tel que nous le connaissons. Ensuite, il sera aux mains des Richard en 1681, aux Courtin en 1716 et à Pierre Rochard de Landebergère en 1733. D'autres habitants notables ont habité cette demeure comme Jehan Bouyn, écuyer seigneur des Bouynières en 1400 et Jacques du Puy du Fou en 1463.
En 1878, une cheminé remarquable est démontée. Elle sera vendue dans les années 1930 à M. Magnier, directeur du journal L'Événement, et transportée dans sa villa à Hyères.
L'édifice est inscrit partiellement (façade et toiture) au titre des monuments historiques en 1944.